# Scarabaeus laticollis
Scarabaeus laticollis là một loài bọ cánh cứng trong họ Bọ hung (Scarabaeidae).

## Hình ảnh

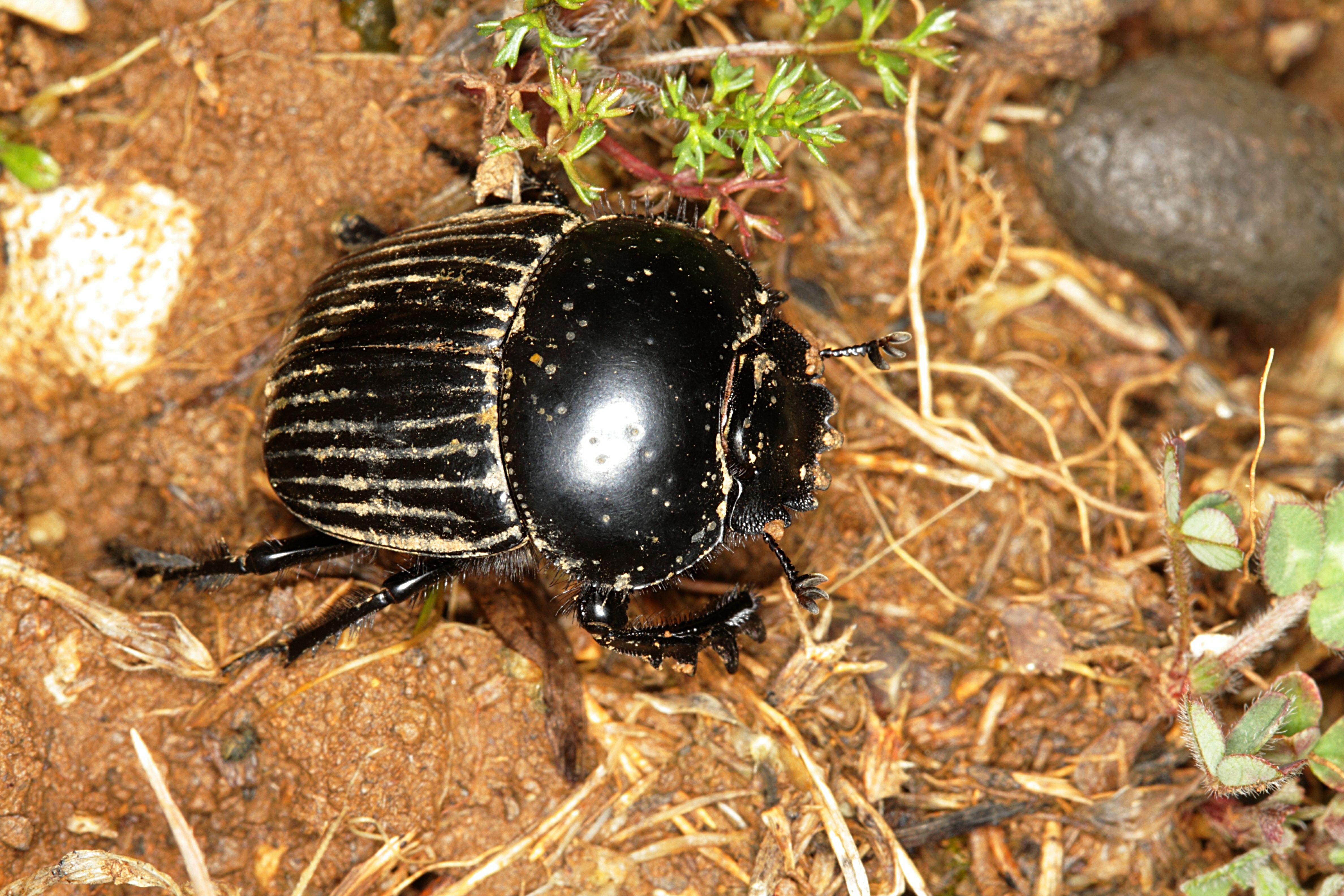
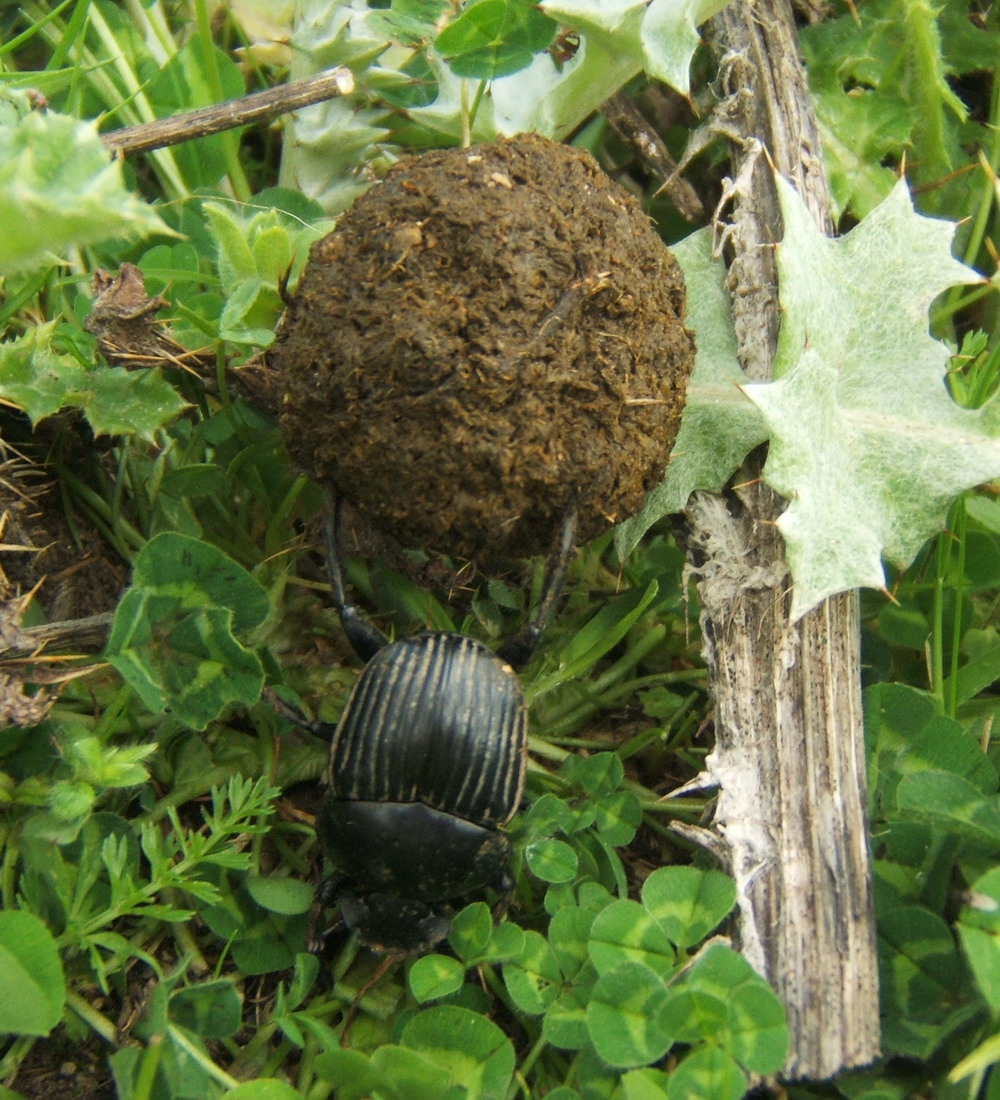
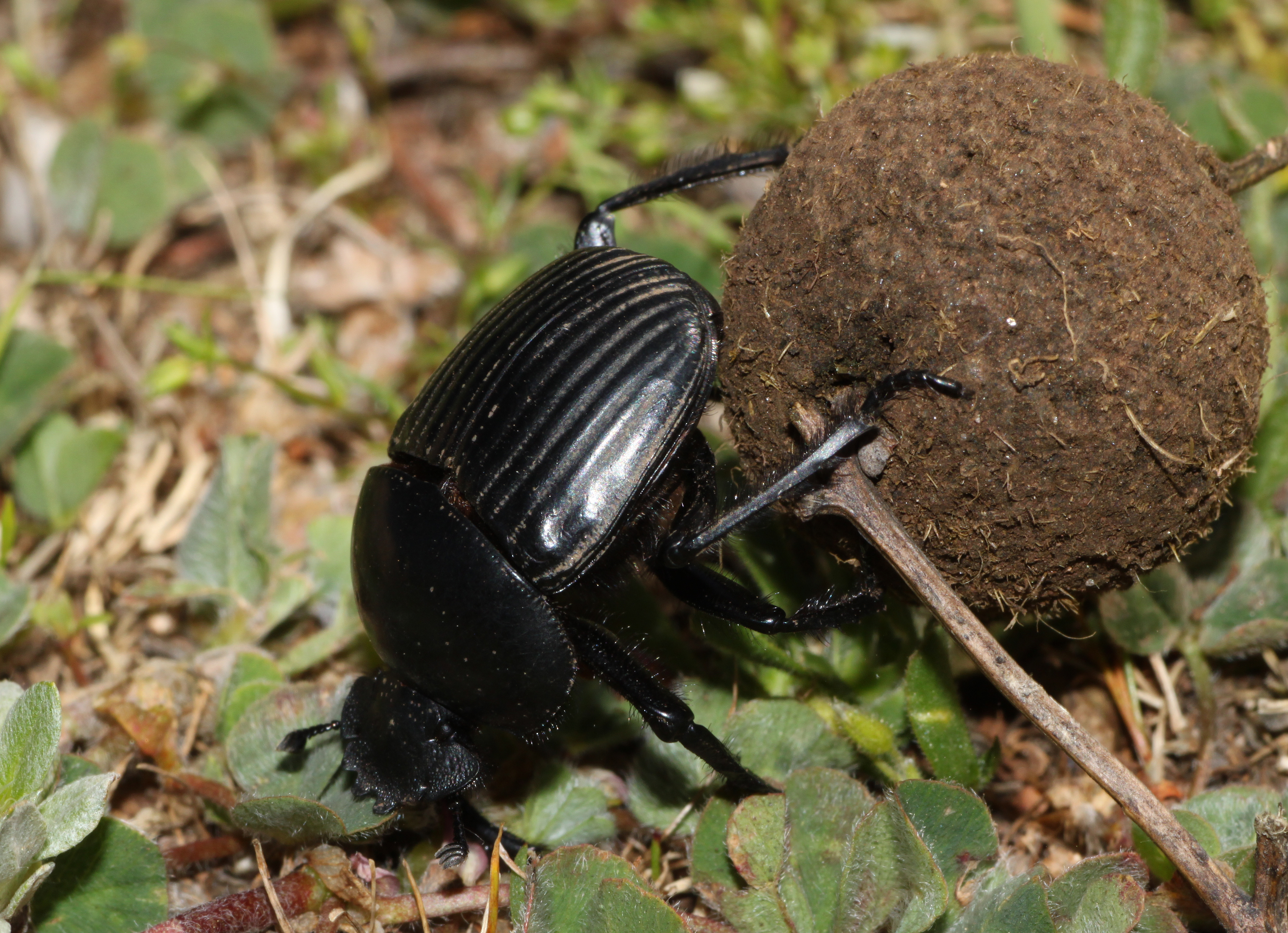
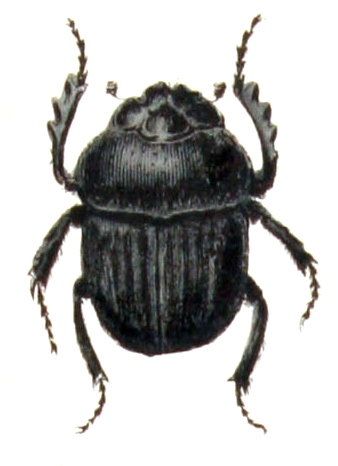